# 地球攻擊命令 哥吉拉對蓋剛
《地球攻擊命令 哥吉拉對蓋剛》是1972年上映的日本電影，哥吉拉系列電影的第12部作品，

## 劇情概要
小高源吾是個喜愛怪獸的漫畫家，但因作品不受各大企業青睞而四處碰壁，其女友友江推薦他到名為「世界兒童樂園」的主題樂園求職，不久小高受樂園秘書久保田的賞識正式入職。該樂園尚在施工階段，以一座與哥吉拉本尊等高的高塔作為主體，久保田以和平作為樂園的宣傳口號，並揚言在樂園中建造各大怪獸的等身模型後炸毀牠們所居住的怪獸島。
一日小高在去市區覲見樂園會長須東的途中，與一名倉皇逃出大樓的神祕女子志摩真知子相撞，久保田等人緊追在後，眼見四下無人他便撿起其遺落在地的磁帶。讓小高吃驚的是會長外貌看似僅十七歲，卻能夠演算艱深的幾何數學；而追丟真知子的久保田隨後也出現，稱她是「和平的敵人」。當晚，小高在一處公園裡與真知子相遇，她要求對方交出磁帶但盤查未果，而與之為伍的男子高杉正作也出現在小高身後，但小高將其手中的玉米誤認為槍枝而驚嚇過度昏倒。兩人將他帶回住所照顧，並解釋他們一直在暗中調查兒童樂園的真相，真知子的兄長志摩武士也任職於該樂園，但已經三日未返家，於是真知子計劃從公司總部偷取磁帶，相信該證物即為樂園陰謀的關鍵。他們隨後試圖播放磁帶卻只聽得無法辨識的雜音，然而遠在怪獸島的哥吉拉卻已感知到磁帶的訊號，因此派遣安基拉斯前往日本勘查情況，但還沒上岸即被自衛隊擊退。
小高和高杉開始對世界兒童樂園及其負責人的背景展開調查，卻發現「會長」和「秘書」其實一年前就已在一場山難中逝世，須東實是一名高校生，而久保田為其英語教師，此事使得兩人對樂園真相更加起疑。當晚小高在哥吉拉塔中進行調查，並意外與被監禁的武士取得聯繫但遭到久保田打斷，小高在倉促離去前收到久保田贈與的一盒香菸，但不知香菸內暗藏追蹤器而讓其順利追蹤至住所，在久保田將擄走三人之際友江剛好返家並以空手道將對方擊退。眾人向警方求助但證詞被駁回，此時無功而返的安基拉斯又準備偕同哥吉拉再次登陸日本，小高等人只好計畫秘密潛入哥吉拉塔。當小高與友江準備救出武士時被久保田逮個正著，他與須東向三人說明該樂園組織成員皆為M宇宙獵人星雲的蟑螂型外星人，其家園星球與地球極度類似，該星球居民也發展出酷似地球人類的科技文明，但因重度污染與戰爭而毀於自己手上，倖存的外星人轉而將地球作為殖民目標，塑造成原本家園的樣貌，自身並擬態成已逝地球人們的型態。此時M宇宙星人已對太空發送訊號召喚王者基多拉與蓋剛前來地球。
王者基多拉與蓋剛受M宇宙星人以磁帶控制開始在東京大肆破壞，自衛隊展開猛烈反擊仍無濟於事；此時哥吉拉與安基拉斯終於趕到，雙方在東京灣的石油精煉廠爆發惡鬥，而外星人的計謀是將哥吉拉引至高塔將其殺死。不久，籌備B計劃後趕到高塔下的高杉與真知子企圖以氣球將被困的小高等人救出囚房，但一度驚動外星人警衛，須東決定放棄追捕小高一眾專心對付地球怪獸。此時怪獸群的戰線已擴張到樂園工地，蓋剛以腹部的鏈鋸重創哥吉拉使其大量出血；敗逃的哥吉拉看到樂園的高塔以為是同類想接近，卻遭到塔頂放出的雷射連續狙擊。而情商自衛隊支援的五人趁著外星人無暇看守哥吉拉塔時秘密潛入，以電梯輸送炸藥至外星人的控制中心，並誘使他們開槍射擊小高繪製用來當作誘餌的五人畫像，引發大爆炸，摧毀哥吉拉塔並殺死所有的M宇宙星人。此舉也讓蓋剛與王者基多拉脫離外星人的控制，原本一命嗚呼的哥吉拉奇蹟似的恢復元氣並與安基拉斯攜手再度對抗宇宙怪獸，歷經苦戰後總算將蓋剛與王者基多拉驅離地球。真知子認為M宇宙星人的想法過分簡單，和平並非輕易得來之物；而武士則表示只要人類持續汙染地球環境，未來真可能由蟑螂統治世界。眾人望著像怪獸島展開返程的哥吉拉與安基拉斯，紛紛表示道別之意。

## 登場怪獸
- 怪獸王 哥吉拉
- 蓋剛
- 安基拉斯
- 王者基多拉

## 演員
- 小高源吾：石川博
- 友江トモ子：菱見百合子
- 志摩マチ：梅田智子
- クボタ：西澤利明
- 高杉正作：高島稔
- 外星人司令：藤田漸
- 哥吉拉：中島春雄
- 安基拉斯：大宮幸悅
- 王者基多拉：伊奈貫太
- 蓋剛：薩摩劍八郎

## 製作人員
- 監製：田中友幸
- 監督：福田純
- 劇本：關澤新一
- 音樂：伊福部昭